# Pseudotrochalus dahomeyanus
Pseudotrochalus dahomeyanus är en skalbaggsart som beskrevs av Moser 1916. Pseudotrochalus dahomeyanus ingår i släktet Pseudotrochalus och familjen Melolonthidae. Inga underarter finns listade i Catalogue of Life.